# David Richardson
David Richardson (Phoenix (Arizona), 24 december 1955 - Los Angeles, 18 januari 2021) was een Amerikaans scenarioschrijver, die geschreven heeft voor The Simpsons, Malcolm in the Middle en Empty Nest.

## Filmografie

### Als schrijver
- "Untitled Harvey Fierstein Project"
- What About Joan
- Ed
- Malcolm in the Middle
  - "The Bots and the Bees"
  - "Stock Car Races"
  - "Shame"
- "Local Heroes"
  - "Not the Booth Who Shot Lincoln"
  - "Mester Meister"
- "The John Larroquette Show"
- The Simpsons
  - "Homer Loves Flanders"